# Proxima Centauri (album)
Proxima Centauri è il quinto album della band black metal Ancient, pubblicato il 15 ottobre 2001 dalla Metal Blade Records.

## Tracce
1. A Lurking Threat - 00.38
2. Proxima Centauri - 04.37
3. The Ancient Horadrim - 04.50
4. In the Abyss of the Cursed Souls - 06.00
5. The Witch - 04.15
6. Apophis - 02.58
7. Satan's Children - 05.31
8. Beyond the Realms of Insanity - 06.46
9. Audrina, My Sweet - 02.46
10. On Blackest Wings - 03.16
11. Eyes of the Dead - 04.00
12. Incarnating the Malignant Deity - 09.32
13. Trolltaar (2000) - 06.40 (Bonus track per il Giappone)
14. Powerslave (Iron Maiden cover) - 08.01 (Bonus track per il Giappone)
15. The Draining (Remix) - 05.28 (Bonus track per il Giappone)

## Formazione
- Aphazel – voce, chitarra, tastiera, basso
- Deadly Kristin – voce
- Jesus Christ! – chitarra, tastiera
- Dhilorz – basso
- GroM – batteria; voce secondaria nelle tracce 5 e 7)